# Aleksei Verstovski
Aleksei Verstovski   (Gubèrnia de Tambov, 18 de febrer de 1799 (Julià) - Moscou, 5 de novembre de 1862 (Julià)), nom complet amb patronímic Aleksei Nikolàievitx Verstovski, rus: Алексéй Николáевич Верстóвский, fou un compositor rus.
Estudià en l'Escola d'Enginyers de Sant Petersburg i ensems rebé lliçons de música de Field, Brandt i Zeuner, donant-se a conèixer com a compositor als vint anys per una opereta.
La seva primera òpera, Pan Tvardovski representada a Moscou el 1828, aconseguí un gran èxit, superat més tard pels que assoliren Vadim o les 12 Verges adormides (1832), La tomba d'Askold (1835), la millor de les que produí. Nostàlgia (1835), La vall de Txurov (1841) i La tempestat (1858).
Totes aquestes obres feren que es considerés en Werstowski com un precursor de Glinka. A més, va compondre diverses operetes, música per a nombroses obres escèniques, 10 cantates, cors, lieder, una missa, etc.